# Wi-heom-han gyan-gye
Wi-heom-han gyan-gye (chinês tradicional: 危險關係) é um filme de drama, mistério e romance coproduzido por China, Coreia do Sul e Singapura, dirigido por Jin-ho Hur e lançado em 2012.
A trama é baseada na obra Les liaisons dangereuses, de Pierre Choderlos de Laclos.